# Luis de Baias
Luis de Baias (Galicia, siglo XVII-Constantina, 1742) fue un escultor español del Barroco tardío.

## Biografía
Se trasladó de Galicia a la ciudad de Sevilla. Posteriormente, en 1704, consta ya que vivía en Constantina, en la Sierra Norte de la provincia de Sevilla. Entonces estaba casado con Isabel de los Santos. Una hija de este matrimonio, Luisa Antonia María, fue bautizada el 15 de febrero de 1704. Otra hija, María Josefa Thomasa, fue bautizada el 20 de marzo de 1707.
Luis enviudó poco después, y el 28 de agosto de 1710 se casó en segundas nupcias en la parroquia de Constantina con María Ana del Castillo y Valencia, natural de Fuenteovejuna. De este matrimonio nació Francisco José Nicolás, que fue bautizado el 2 de agosto de 1711.
En 1704 le fue encargado un retablo para la capilla de la Hermandad del Cristo de la Vera Cruz del Convento de San Francisco de Constantina. Esta obra no se ha conservado. En 1716 le encargaron un retablo para una capilla del Convento de San Francisco de Cazalla de la Sierra, que en el siglo XIX fue a parar a Iglesia de Nuestra Señora de la Consolación de El Pedroso y que ha sido identificado como el retablo de Santa Ana.
En 1721 realizó el retablo de la Virgen del Espino de su ermita de El Pedroso.
También consta que realizó, en 1727, el retablo mayor de la Iglesia de Nuestra Señora de la Consolación de El Pedroso.
A su muerte, en 1742, su taller pasó a manos de Bartolomé García de Santiago, que realizó las esculturas del retablo mayor de la Iglesia de Nuestra Señora de la Consolación de El Pedroso. Bartolomé permaneció en Constantina hasta 1747.